# Katherine Legge
Katherine Anne Legge (Guildford, 12 luglio 1980) è una pilota automobilistica britannica.

## Carriera
In carriera ha anche corso nell'Atlantic Championship nel 2005 concludendo il campionato in terza posizione. 
Il 22 e 23 novembre 2005 effettua un test in Formula 1 con la scuderia Minardi sul circuito italiano di Vallelunga divenendo la prima donna ad effettuare un test su un'auto di F1 dopo Sarah Fisher nel 2002. Il primo giorno la sua prova dura solo due giri andando a sbattere contro le barriere, il secondo e ultimo giorno completa 27 tornate. Con questo test segna due record, divenendo la prima donna a guidare una vettura della scuderia faentina e diventando l'ultimo pilota in assoluto nella storia della squadra a guidare una vettura in un impegno ufficiale prima della chiusura del team, infatti la vendita totale ed il passaggio alla società Red Bull per la stagione 2006 che l'aveva già trasformata nella neonata Scuderia Toro Rosso era già stato concluso il 10 settembre.
Nel febbraio 2006 è stato annunciato che avrebbe guidato per la PKV Racing nella stagione 2006 di Champ Car. A giugno è diventata la prima donna a condurre un giro nella storia della serie, conducendo 12 giri a Milwaukee. Sul circuito di Road America è stata vittima di uno spettacolare incidente: la vettura numero 20 della britannica ha perso il controllo per via della rottura dell'ala posteriore ed a una velocità superiore ai 200 km/h è andata a schiantarsi sulle barriere laterali del circuito. Fortunatamente ne è uscita illesa e ha continuato a disputare tutte le gare del campionato.
Legge ha poi guidato per il team Dale Coyne Racing nel 2007 e il suo miglior risultato nella serie è stato il sesto posto, due volte.
Ha guidato anche nel campionato 2005-2006 della specialità A1 Grand Prix, nel DTM, nell'American Le Mans Series, nel Campionato IMSA WeatherTech SportsCar e nella NASCAR Xfinity Series.
Fa il suo esordio in IndyCar Series nel 2012 col team Dragon Racing. In seguito, pur non correndo più regolarmente in IndyCar Series, disputa più volte la 500 Miglia di Indianapolis.
Nel 2014 prende parte al campionato di Formula E con il team Amlin Aguri ma disputa solo due gare, venendo poi rimpiazzata da Salvador Durán.

## Risultati sportivi

### Risultati in Champ Car
| Anno | Squadra           | Telaio      | Motore       | 1     | 2      | 3      | 4      | 5      | 6      | 7      | 8      | 9      | 10     | 11     | 12     | 13     | 14     | Punti | Pos. |
| ---- | ----------------- | ----------- | ------------ | ----- | ------ | ------ | ------ | ------ | ------ | ------ | ------ | ------ | ------ | ------ | ------ | ------ | ------ | ----- | ---- |
| 2006 | PKV Racing        | Lola B02/00 | Ford XFE     | LBH 8 | HOU 14 | MTY 14 | MIL 6  | POR 13 | CLE 8  | TOR 14 | EDM 13 | SJO 12 | DEN 9  | MTL 13 | ROA 16 | SRF 15 | MXC 16 | 133   | 16ª  |
| 2007 | Dale Coyne Racing | Panoz DP01  | Cosworth XFE | LVG 6 | LBH 10 | HOU 16 | POR 17 | CLE 15 | MTT 11 | TOR 16 | EDM 16 | SJO 16 | ROA 15 | ZOL 11 | ASN 12 | SRF 15 | MXC 15 | 108   | 15ª  |

### Risultati nella IndyCar Series
| Anno | Squadra                        | Telaio       | Motore    | 1      | 2      | 3      | 4      | 5       | 6       | 7      | 8      | 9      | 10     | 11     | 12   | 13     | 14  | 15     | 16     | 17     | 18   | 19  | Punti | Pos. |
| ---- | ------------------------------ | ------------ | --------- | ------ | ------ | ------ | ------ | ------- | ------- | ------ | ------ | ------ | ------ | ------ | ---- | ------ | --- | ------ | ------ | ------ | ---- | --- | ----- | ---- |
| 2012 | Lotus-Dragon Racing            | Dallara DW12 | Lotus     | STP 23 | ALA 23 | LBH 19 | SAO 26 |         |         |        |        |        |        |        |      |        |     |        |        |        |      |     | 137   | 26ª  |
| 2012 | Dragon Racing                  | Dallara DW12 | Chevrolet |        |        |        |        | INDY 22 | DET     | TXS 15 | MIL 18 | IOW 15 | TOR    | EDM    | MDO  | SNM 24 | BAL | FON 9  |        |        |      |     | 137   | 26ª  |
| 2013 | Schmidt Peterson Motorsports   | Dallara DW12 | Honda     | STP    | ALA    | LBH    | SAO    | INDY 26 | DET1    | DET2   | TXS    | MIL    | IOW    | POC    | TOR1 | TOR2   | MDO | SNM    | BAL    | HOU1   | HOU2 | FON | 8     | 37ª  |
| 2023 | Rahal Letterman Lanigan Racing | Dallara DW12 | Honda     | STP    | TXS    | LBH    | ALA    | IMS     | INDY 33 | DET    | ROA    | MDO    | TOR    | IOW    | IOW  | NSH    | IMS | GTW    | POR    | LAG    |      |     | 5     | 37ª  |
| 2024 | Dale Coyne Racing              | Dallara DW12 | Honda     | STP    | LBH    | ALA    | IMS    | INDY 29 | DET     | ROA    | LAG    | MDO    | IOW 17 | IOW 24 | TOR  | GAT 24 | POR | MIL 19 | MIL 15 | NSH 26 |      |     | 61    | 29ª  |

### Risultati in Formula E
| Anno    | Squadra     | Vettura               | 1      | 2      | 3   | 4   | 5   | 6   | 7   | 8   | 9   | 10  | 11  | Punti | Pos. |
| ------- | ----------- | --------------------- | ------ | ------ | --- | --- | --- | --- | --- | --- | --- | --- | --- | ----- | ---- |
| 2014-15 | Amlin Aguri | Spark-Renault SRT 01E | PEC 15 | PUT 16 | PDE | BNA | MIA | LBH | MON | BER | MOS | LON | LON | 0     | 34ª  |

### Risultati nella 24 Ore di Daytona
| Anno | Team                                      | Co-piloti                                            | Vettura                 | Classe | Giri | Pos. | Class Pos. |
| ---- | ----------------------------------------- | ---------------------------------------------------- | ----------------------- | ------ | ---- | ---- | ---------- |
| 2007 | Robinson Racing                           | George Robinson Wally Dallenbach Jr. Paul Dallenbach | Riley Mk XI             | DP     | 596  | 25ª  | 15ª        |
| 2014 | DeltaWing Racing Cars                     | Gabby Chaves Alexander Rossi Andy Meyrick            | DeltaWing DWC13         | P      | 288  | 61ª  | 17ª        |
| 2015 | Claro/TracFone DeltaWing Racing           | Gabby Chaves Memo Rojas Andy Meyrick                 | DeltaWing DWC13         | P      | 42   | 53ª  | 16ª        |
| 2016 | Panoz DeltaWing Racing                    | Sean Rayhall Andy Meyrick Andreas Wirth              | DeltaWing DWC13         | P      | 119  | 53ª  | 12ª        |
| 2017 | Michael Shank Racing with Curb-Agajanian  | Andy Lally Graham Rahal Mark Wilkins                 | Acura NSX GT3           | GTD    | 617  | 29ª  | 11ª        |
| 2018 | Michael Shank Racing with Curb-Agajanian  | A. J. Allmendinger Trent Hindman Álvaro Parente      | Acura NSX GT3           | GTD    | 751  | 22ª  | 2ª         |
| 2019 | Heinricher Racing with Meyer Shank Racing | Simona de Silvestro Christina Nielsen Bia Figueiredo | Acura NSX GT3           | GTD    | 550  | 32ª  | 12ª        |
| 2020 | GEAR Racing powered by GRT Grasser        | Christina Nielsen Tatiana Calderón Rahel Frey        | Lamborghini Huracán GT3 | GTD    | 471  | 35ª  | 16ª        |
| 2021 | Team Hardpoint EBM                        | Earl Bamber Rob Ferriol Christina Nielsen            | Porsche 911 GT3         | GTD    | 737  | 32ª  | 10ª        |
| 2022 | Team Hardpoint                            | Nick Boulle Rob Ferriol Stefan Wilson                | Porsche 911 GT3         | GTD    | 672  | 37ª  | 10ª        |
| 2023 | Gradient Racing                           | Mario Farnbacher Marc Miller Sheena Monk             | Acura NSX GT3 Evo22     | GTD    | 729  | 22ª  | 4ª         |